# António Feliciano de Castilho

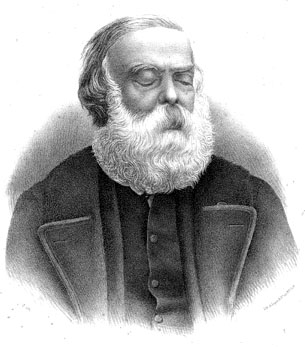
António Feliciano de Castilho

António Feliciano de Castilho (n. 28 ianuarie, 1800, Lisabona — d. 18 iunie, 1875, Lisabona) a fost un scriitor romantic portughez.

## Viața și opera
Contemporan cu Garrett, António Feliciano de Castilho n-a fost capabil să depașească arcadismul în spiritul căruia a fost educat. El a rămas un abil versificator, un fel de Manuel Bernardes al versului, cu toate eforturile sale de a fi în pas cu evoluția modelor literare. Abordând la început teme clasice, în Cartas de Eco a Narciso (Scrisorile lui Eco către Narcis), el sfârșește prin a încerca să trateze temele romantice în ceea ce au ele mai superficial și convențional, în Noites no Castelo (Nopți la Castel), aparută în 1836. S-a străduit să urmeze tendințele politice și ideologice ale epocii sale, mai ales în A Felicidade pela Agricultura (Bunăstarea prin agricultură, 1849), în care există vagi licăriri de critică socială adusă societătii liberale.